# Okap w Krętych Skałach
Okap w Krętych Skałach – schron skalny w Kozłowych Skałach w zachodnim zboczu Doliny Szklarki na Wyżynie Olkuskiej. Znajduje się miejscowości Szklary w województwie małopolskim, w powiecie krakowskim, w gminie Jerzmanowice-Przeginia.

## Opis obiektu
Schron znajduje się u wschodniej podstawy skały Torba – najdalej na południe wysuniętej, obitej ringami skale wspinaczkowej Krętych Skał. Ma postać szerokiej na ponad 5 m i niskiej (do 1,2 m) niszy pod okapem Torby. Nisza ta sięga w głąb skały na 3 m, ale jest coraz ciaśniejsza. Ma płaskie dno, częściowo zawalone dużymi płytami skalnymi.
Schronisko powstało w wapieniach z jury późnej. Na jego ścianach i stropie miejscami występują nacieki jaskiniowe w postaci grzybków i epigenetycznych naskorupień krzemionkowych. Namulisko jest bardzo skąpe, złożone głównie z wapiennego rumoszu i gleby. Przed otworem rosną rośliny zielne, na ścianach i stropie glony i porosty. Ze zwierząt obserwowano pająka sieciarza jaskiniowego Meta menardi.

## Historia dokumentacji
W obiekcie występowały ślady biwakowania (potłuczone szkło), nie był jednak opisywany w literaturze. Po raz pierwszy zbadała go i opisała Izabela Luty przy współpracy z H. Namirskim w kwietniu 2014 r. Plan opracowała I. Luty